# Corynephorus macrantherus
Corynephorus macrantherus är en gräsart som beskrevs av Pierre Edmond Boissier och Georges François Reuter. Corynephorus macrantherus ingår i släktet borsttåtlar, och familjen gräs. Inga underarter finns listade i Catalogue of Life.